# Adrià V
Adrià V, nascut Ottobono Fieschi (Gènova, vers 1205 – Viterbo , 18 d'agost de 1276), va ser el 186è papa de l'Església catòlica l'any 1276 . Era el sisè fill de Teodoro Fieschi, comte de Lavagna, i de la seva esposa Simona.

## Biografia
Ottobono Fieschi pertanyia a la molt rica i antiga família genovesa  dels Fieschi, comtes de Lavagna. Era fill de Teodoro (o Tedisio) i Simona Della Volta i germà de Nicolò, Beatrice i d'Opizzo.

### Carrera eclesiàstica
Poc se sap de la seva joventut, excepte que aviat es va embarcar en una carrera eclesiàstica, ocupant els càrrecs de canonge i ardiaca a França ; abans de 1250 fou ardiaca i canonge del capítol de la diòcesi de Parma. L'any 1251 el seu oncle Innocenci IV el va crear cardenal diaca, assignant-li la diaconia de Sant'Adriano. Va tenir papers importants com a legat papal tant amb el seu oncle com, posteriorment, amb Alexandre IV i Urbà IV, sovint enviat a l'estranger: durant aquestes missions va destacar per les seves excel·lents dots diplomàtiques.
El 1259 va ser nomenat arxiprest de la basílica Liberima (una de les quatre basíliques papals de Roma), càrrec que va ocupar fins a la seva elecció al tron pontifici.
El 1265 el papa Climent IV li va confiar una tasca molt important, enviant-lo primer a França, davant Lluís IX i després a Anglaterra , per a fer de mitjancer en la difícil disputa entre el rei Enric III i els seus barons. Encara que recolzava el sobirà, el cardenal Fieschi va dur a terme una apassionada tasca de pacificació integral, que va provocar l'hostilitat de Robert de Glover, que el va empresonar durant uns dies a la Torre de Londres.
Alliberat pel rei, va continuar el seu compromís, aconseguint finalment la pau entre les dues parts. A la part final d'aquesta ambaixada (1267) s'hi van unir altres dos eclesiàstics: Tedaldo Visconti, el futur papa Gregori X, i Benedetto Caetani, també futur pontífex amb el nom de Bonifaci VIII.
Posteriorment va participar en el llarg i famós conclave de Viterbo que va portar a l'elecció del papa Gregori X, pel qual encara realitzà algunes missions davant la cort de Carles d'Anjou, tot i que la seva salut no era bona.

#### Conclaves
Durant el període del seu cardenal Ottobono Fieschi va participar en els següents conclaves i eleccions papals:
- elecció papal de 1254, que elegí el papa Alexandre IV
- elecció papal de 1261, que va escollir el papa Urbà IV
- elecció papal de 1264–1265, que va escollir el papa Climent IV
- elecció papal de 1268–1271, que va escollir el papa Gregori X
- conclave de gener de 1276, que va escollir el papa Innocenci V
- conclave de juliol de 1276, on ell fou escollit papa

### L'elecció al tron
Una vegada que Gregori X va morir a principis de 1276, i el seu successor Innocenci V va morir a Roma al cap de només cinc mesos, el conclave per triar el nou papa va començar a la ciutat capitolina a finals de juny de 1276. Carles d'Anjou, que era senador de Roma (és a dir, governador de la ciutat), va assumir el paper de guardià del conclave i, per influir en els cardenals, els va sotmetre a diverses opressions, segregant-los molt al Laterà i reduint dràsticament el seu avituallament, però alhora cometent diverses parcialitats a favor dels cardenals francesos.
El fet va indignar els cardenals italians i el poderós cardenal Giangaetano Orsini va aconseguir convèncer la majoria dels electors perquè escollissin un "papa de transició" que els tragués d'aquesta situació el més aviat possible: va ser així elegit (11 de juliol de 1276) el malalt Ottobono, que va prendre el nom d'Adrià V en honor d'Adrià IV, l'únic papa anglès en la història de l'Església, i de la diacònia que li havia concedit 25 anys abans. Alguns historiadors relaten que, als que el van felicitar per l'elecció, el nou Papa va dir: «De què us alegreu?... No seria millor per a vosaltres tenir un Cardenal sa que un Papa moribund?... . »

### El pontificat

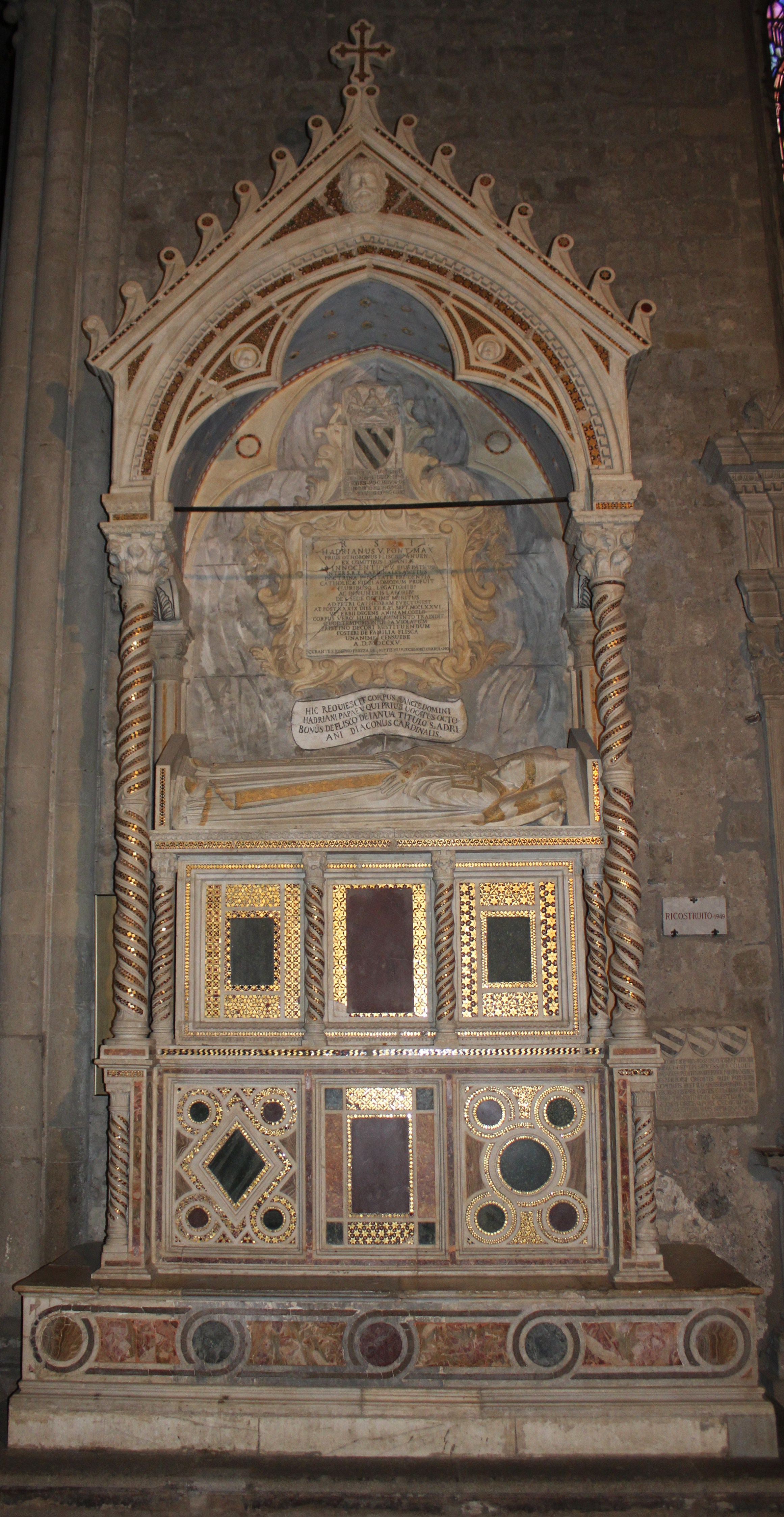
Monument sepulcral d'Adrià V,
Basílica de San Francesco alla Rocca, Viterbo

Com a primer acte, el Papa va convocar un consistori secret al Laterà, a la mateixa sala on hi havia el seu llit de malalt, en el qual, recordant les vexacions patides durant el conclave, va suspendre la constitució apostòlica Ubi Periculum, que contenia les normes per a l'elecció papal, reservant-se el dret de reformar-la posteriorment (cosa que tanmateix no va tenir temps de fer).
Llavors, incapaç de suportar més la calor romana, el pontífex malalt se'n va anar, amb la seva cort, a Viterbo on es va instal·lar al gran convent franciscà adjacent a la basílica de San Francesco alla Rocca. Pocs dies després va morir, sense haver estat ordenat sacerdot ni tan sols coronat papa, després de només 39 dies de regnat (18 d'agost de 1276). Les seves restes mortals, per voluntat de la família, descansen a la mateixa basílica de San Francesco alla Rocca , en un esplèndid monument sepulcral, dissenyat, amb tota probabilitat, per Arnolfo di Cambio i creat per un dels Vassalletto, un coneguda família romana d'escultors.
En el conclave convocat després de la seva mort, el cardenal de Piacenza Vicedomino Vicedomini hauria estat elegit papa abans de Joan XXI, que també hauria escollit el nom pontifici de "Gregori XI" el 5 de setembre de 1276, però ell mateix hauria mort al cap d'unes hores, el 6 de setembre, abans que es poguessin declarar oficialment les eleccions.
De fonts documentals no sembla que el papa Adrià V creés cardenals durant el seu pontificat.

## Adrià V a la literatura
Adrià V va ser la "víctima" de dos curiosos malentesos: és de fet esmentat a La Divina Comèdia de Dante Alighieri, que l'identifica amb precisió i el situa en el cinquè marc del Purgatori entre els avars i els pròdigs, encara que en realitat sembla que no hi ha cap confirmació d'aquesta suposada avarícia. Francesco Petrarca va caure en el mateix malentès en el seu Rerum Memorandum Liber, però el poeta posteriorment es va esmenar rectificant el seu error en una de les epístoles recollides al Familiarium rerum libri.
Tot això s'hauria originat a partir d'una crònica de Joan de Salisbury, filòsof i escriptor anglès que va ser bisbe de Chartres a la segona meitat del segle xii, que atribueix a Nicholas Breakspear (que esdevingué papa amb el nom d'Adrià IV) un gran avarícia acompanyada d'una desmesurada set de poder, vicis que, de nou segons l'esmentat cronista i filòsof anglès, van desaparèixer amb el seu accés al tron papal.
La identitat del nom pontifici escollit per tots dos pontífexs seria a l'origen dels dos malentesos. L'amarga ironia pot despertar el fet, ja esmentat, que Adrià V va triar el seu propi nom en homenatge al seu antic predecessor anglès i en record de la seva important estada a Anglaterra , així com en homenatge al títol cardenalici que 25 anys abans havia ostentat.
Les profecies de Sant Malaquies es refereixen a aquest papa com Bonus comes (El bon comte), citació que fa referència a la seva família, els comtes de Lavagne.